# Dölsach
Dölsach este o localitate din Tirol cu o populație de 2260 de locuitori.